# Saonghin
Saonghin est une commune rurale située dans le département de Guiba de la province du Zoundwéogo dans la région Centre-Sud au Burkina Faso.

## Géographie
Saonghin est localisé à 4 km au nord-ouest de Guiba et à 12 km au nord-ouest du centre de Manga. Le village est situé à 2,5 km au nord de la route nationale 17.

## Santé et éducation
Le centre de soins le plus proche de Saonghin est le centre de santé et de promotion sociale (CSPS) de Guiba tandis que le centre médical (CMA) le plus proche se trouve à Manga.